# Bünyan
Bünyan là một huyện thuộc tỉnh Kayseri, Thổ Nhĩ Kỳ. Huyện có diện tích 1366 km² và dân số thời điểm năm 2007 là 35106 người, mật độ 26 người/km².